# Hydroclada
Hydroclada is een geslacht van vlinders van de familie slakrupsvlinders (Limacodidae).

## Soorten
- H. antigona Meyrick, 1889
- H. ferruginea (Bethune-Baker, 1904)
- H. kenricki (Bethune-Baker, 1904)
- H. nigriplaga Hering, 1931
- H. stolognoma West, 1937